# Erigenieae
Tribu
Classification APG III (2009)
Les Erigenieae sont une tribu de plantes à fleurs de la sous-famille des Apioideae dans la famille des Apiaceae.

## Nom
La tribu des Erigenieae est décrite en 1985 par le botaniste américain d'origine suédoise Per Axel Rydberg.

## Liste des genres
La tribu des Erigenieae est monotypique, elle ne comprend donc qu'un seul genre :
- Erigenia